# Umberto Cantone
Umberto Cantone (Palermo, 27 agosto 1959) è un regista teatrale e attore italiano.

## Biografia
Dal 1978 al 2016 ha lavorato al Teatro Biondo Stabile di Palermo. È stato aiuto regista collaboratore di Pietro Carriglio e regista stabile e insegnante di recitazione al Teatro Biondo durante la direzione di  Roberto Guicciardini e di Carriglio, nonché vicedirettore dal 2010 al 2013. Come regista, a partire dagli anni Novanta, ha messo in scena una ventina di spettacoli da testi di Čechov, Strindberg, Beckett, Pinter, Machiavelli, Fassbinder e Handke. È stato regista di Il dramma del chiedere di Peter Handke, con Roberto Herlitzka, andato in scena al Festival di Taormina Arte nel 1999.
Come regista ha lavorato al Teatro Massimo di Palermo e ha diretto alcuni spettacoli su testi di Franco Scaldati per la sua compagnia con la quale collabora dal 2003. È autore di cortometraggi, uno dei quali, Sfumatura alta (fotografia di Daniele Ciprì), ha vinto il Gabbiano d’argento al Festival Internazionale di Bellaria nel 1990.
Collabora alla pagina culturale di La Repubblica-Palermo dove, dal 2013, tiene una rubrica di percorsi della memoria letteraria, cinematografica e teatrale. Ha curato l'edizione di un volume, pubblicato nel 2009 dall’editore Sellerio, dedicato a Stanley Kubrick.
Nel 2019 interpreta il senatore Giulio Andreotti nel film Il delitto Mattarella. Nel 2025 è protagonista e co-sceneggiatore di Un film fatto per Bene di Franco Maresco.   

## Regie
- Tingeltangel, di Karl Valentin (1989)
- Rinaldo in campo, regia di Pietro Garinei (come aiuto regia), con  Massimo Ranieri (1987)
- Sacrifici da Mario Luzi (1991)
- Vigilanza stretta, di Jean Genet, con Paolo Briguglia (1993)[8]
- Il marinaio, di Fernando Pessoa (1995)
- Del classico P.P.P., da Pier Paolo Pasolini (1996)[9]
- Verso Sade, da Pierre Klossowski (1997)[10]
- Verba Tango, da Jorge Luis Borges, con Giorgio Albertazzi, Giuni Russo (1997)
- Il dramma del chiedere, di Peter Handke, con Roberto Herlitzka, Nello Mascia, Bianca Toccafondi (1999)[11]
- Il Battaglia e il Lumachi, di Salvo Licata, con Michele Di Mauro, Gian Paolo Poddighe (1999)
- Il guanto nero, di August Strindberg, con Giulio Brogi (1999)
- Signorina Giulia, di August Strindberg, con Lucrezia Lante Della Rovere, Vincenzo Bocciarelli (2001)[12]
- Lauben, di Roberto Cavosi, con Paola Bacci, Liliana Paganini (2000/2002)[13][14][15][16]
- Don Giovanni Tenorio, di Zorrilla y Moral, con Franco Scaldati, Alfonso Veneroso, Filippo Luna (2000/2001)[17][18]
- Orazione per Giovanni Falcone e Paolo Borsellino, di Salvo Licata, con Toni Sperandeo (2002)
- Libro notturno, di Franco Scaldati (2003)
- La serva padrona, di Giovanni Battista Pergolesi (2004)[19]
- L’arca di Noé, di Benjamin Britten (2006)
- Insulti al pubblico, di Peter Handke (2007)
- La città risorta, di Blaise Cendras (2008)
- Festival della Canzone Napoletana, da Achille Campanile, con Sergio Basile, Liliana Paganini, Aldo Ralli (2009)
- L’ultimo nastro di Krapp / Atto senza parole, di Samuel Beckett, anche interprete (2009)[20]
- La stanza / Un leggero malessere, di Harold Pinter, anche interprete (2010)[21]
- Zio Vanja, di Anton Čechov, con Galatea Ranzi, Nello Mascia (2011)[22]
- La mandragola, di Niccolò Machiavelli, con Nello Mascia, Sergio Basile, Luciano Roman (2011)[23][24]
- Dansen / Danza di morte, di August Strindberg, con Nello Mascia, Liliana Paganini (2012)[25]
- Il fiore del dolore, di Mario Luzi (2013)
- Sangue sul collo del gatto, di Rainer Werner Fassbinder (2013)[26][27]
- Lucio di Franco Scaldati - Regia di Franco Maresco (come regista collaboratore) (2014)
- Assassina, di Franco Scaldati (2014)[28][29]
- Titì e Vincenzina, di Franco Scaldati (2016)[30]
- Immagina Palermo con Moni Ovadia (2016)
- Notturno Macbeth - Versione per Gibellina, tratto dal Libro Notturno di Franco Scaldati (2018)[31][32][33]
- Lunarità (al Cretto), tratto da testi di Guido Ceronetti e Giorgio Manganelli. Con Rocco Papaleo (2019)[34][35]
- Quel film sono io di Olivia Rosenthal (versione per Le Orestiadi di Gibellina, con Alfio Scuderi) con Alessio Vassallo, Filippo Luna (2020)[36][37][38][39]
- Piccole lune - Adelina,Adelina e Adelina, cosa fanno? di  Franco Scaldati (2022)
- Assassina di Franco Scaldati - Regia e drammaturgia di Franco Maresco e Claudia Uzzo (come regista collaboratore) (2023/2024)

## Filmografia

### Attore

#### Cinema
- Gli uomini di questa città io non li conosco regia di Franco Maresco (2015)
- Il delitto Mattarella regia di Aurelio Grimaldi (2019)
- Un film fatto per Bene, regia di Franco Maresco (2025)